# FedEx
FedEx, původně FDX Corporation je americká firma, která se zabývá kurýrními a logistickými službami. Jméno je akronymem názvu původní letecké divize společnosti Federal Express; toto jméno bylo užíváno do roku 2000. Byla založena v roce 1971. 
V České republice působí FedEx od roku 1991. Nejprve zastupoval FedEx její Global Servis Partner, společnost Inspekta, a.s. Od roku 2006 sídlí FedEx Express jak v Praze 5 na Zličíně, tak na letišti Ruzyně. V roce 2010 otevřela společnost FedEx první českou pobočku své odnože FedEx Trade Network, která se nachází také na Zličíně.
Flotila provozovaných letadel čítá několik set kusů, nejpočetnějšími jsou Boeing 757-200, McDonnell Douglas MD-11, Boeing 767-300 a Airbus A300-600. V severní a střední Americe FedEx používá přes dvě stovky malých letadel Cessna 208 od výrobce Textron Aviation.
Kódové označení společnosti je FX (IATA) a FDX (ICAO).
V roce 2016 schválily antimonopolní úřady koupi nizozemské kurýrní společnosti TNT Express BV se sídlem v Hoofddorpu, cca 56 tisíci zaměstnanci v 61 zemích.